# Hunter Kemper
Pour les articles homonymes, voir Kemper.
Hunter Craig Kemper, né le 4 mai 1976 à  Charlotte (Caroline du Nord) aux États-Unis, est un triathlète professionnel américain vainqueur de la coupe du monde de triathlon en 2005, double champion panaméricain (2003 et 2004) et sept fois champion des États-Unis (1998, 1999, 2001, 2003, 2005, 2006 et 2011).

## Biographie

### Jeunesse
Hunter Kemper suit des études à la Wake Forest University  où il fait partie pendant quatre années de l'équipe de cross country . Il est diplômé en 1998 en administration des affaires. Après la fin de ses études, il déménage à Colorado Springs pour entrer au centre d'entrainement olympique.

### Carrière en triathlon
Hunter Kemper participe au premier triathlon olympique lors des jeux de 2000 à Sydney en Australie, il prend la 17e place avec un temps de 1 h 50 min 5 s 056. Quatre années plus tard, il est de nouveau qualifié et participe aux Jeux olympiques d'été de 2004 et termine à la 9e place avec un temps de 1 h 50 min 46 s 033. Il participe une troisième fois à des jeux olympiques lors de l'édition de 2008 à Beijing et finit à la 7e place en 1 h 49 min 48 s 075. En se plaçant 5e lors du triathlon M de San Diego en 2012, il se qualifie pour ses quatrièmes jeux olympiques à Londres en 2012 et se place 14e avec un temps de 1 h 48 min 46 s. Il est avec Simon Whitfield le seul triathlète à avoir participé à quatre éditions des Jeux olympiques d'été,.
Hunter Kemper a également remporté une médaille d'argent en 1999 lors des Jeux Panaméricains, derrière le Vénézuélien Gilberto González, il remporte la médaille d'or de ces jeux quatre ans plus tard en 2003 à Saint-Domingue. En 2005, il gagne la coupe du monde de la Fédération internationale de triathlon.

## Palmarès
Le tableau présente les résultats les plus significatifs (podium) obtenus sur le circuit national et international de triathlon depuis 1998,.
| Année | Compétition                                | Pays                   | Position          | Temps           |
| ----- | ------------------------------------------ | ---------------------- | ----------------- | --------------- |
| 2011  | Coupe du monde - l'étape d'Ishigaki        | Japon                  | Médaille d'or     | 1 h 50 min 32 s |
| 2011  | Championnat des États-Unis                 | États-Unis             | Médaille d'or     | 1 h 48 min 27 s |
| 2006  | Coupe du monde - l'étape de Mooloolaba     | Australie              | Médaille d'argent | 1 h 49 min 45 s |
| 2006  | Coupe du monde - l'étape d'Ishigaki        | Japon                  | Médaille d'argent | 1 h 48 min 5 s  |
| 2006  | Championnat des États-Unis                 | États-Unis             | Médaille d'or     | 1 h 46 min 52 s |
| 2005  | Coupe du monde - Classement Général        |                        |                   |                 |
| 2005  | Coupe du monde - l'étape de Honolulu       | États-Unis             | Médaille d'argent | 1 h 54 min 24 s |
| 2005  | Coupe du monde - l'étape de Mazatlán       | Mexique                | Médaille d'or     | 1 h 50 min 32 s |
| 2005  | Coupe du monde - l'étape d'Ishigaki        | Japon                  | Médaille d'argent | 1 h 47 min 15 s |
| 2005  | Coupe du monde - l'étape d'Edmonton        | Japon                  | Médaille d'argent | 1 h 47 min 6 s  |
| 2005  | Coupe du monde - l'étape de Pékin          | Chine                  | Médaille d'or     | 1 h 49 min 51 s |
| 2005  | Championnat des États-Unis                 | États-Unis             | Médaille d'or     | 1 h 53 min 10 s |
| 2004  | Coupe du monde - l'étape de Cancún         | Mexique                | Médaille d'argent | 1 h 54 min 14 s |
| 2004  | Championnats panaméricains                 | Mexique                | Médaille d'or     | 1 h 45 min 58 s |
| 2003  | Coupe du monde - l'étape d'Edmonton        | Canada                 | Médaille d'argent | 1 h 47 min 14 s |
| 2003  | Coupe du monde - l'étape de Madrid         | Canada                 | Médaille d'or     | 1 h 50 min 2 s  |
| 2003  | Championnats panaméricains                 | République dominicaine | Médaille d'or     | 1 h 52 min 0 s  |
| 2003  | Championnat des États-Unis                 | États-Unis             | Médaille d'or     | 1 h 52 min 58 s |
| 2002  | Coupe du monde - l'étape de Corner Brooks  | Canada                 | Médaille d'argent | 1 h 53 min 38 s |
| 2001  | Coupe du monde - l'étape de St. Petersburg | États-Unis             | Médaille d'argent | 1 h 48 min 55 s |
| 2001  | Championnat des États-Unis                 | États-Unis             | Médaille d'or     | 1 h 41 min 20 s |
| 1999  | Championnat des États-Unis                 | États-Unis             | Médaille d'or     | 1 h 51 min 20 s |
| 1998  | Championnat des États-Unis                 | États-Unis             | Médaille d'or     | 1 h 53 min 27 s |